# Sugarfix
Sugarfix è il quinto album di studio del gruppo punk statunitense Dwarves, pubblicato nel luglio 1993 da Sub Pop. Ne fu pubblicata anche una versione promo in Germania, mentre la versione tedesca in LP comprendeva un inserto che annunciava la morte del chitarrista He Who Cannot Be Named, poi rivelatasi un'invenzione della band. Per questo motivo l'etichetta mollò il gruppo poco dopo la pubblicazione dell'album.
È stato ristampato nel febbraio 1999 come doppio CD assieme al precedente Thank Heaven for Little Girls.

## Tracce
1. Anybody Out There – 3:00
2. Evil Primeval – 1:56
3. Reputation – 2:19
4. Lies – 1:38
5. Saturday Night – 2:25
6. New Orleans – 0:58
7. Action Man – 0:47
8. Smack City – 1:49
9. Cain Novacaine – 1:55
10. Underworld – 2:16
11. Wish That I Was Dead – 1:42

## Crediti[7]
- Bradley Cook - ingegneria del suono